# Aleksander Guttry (tłumacz)
Aleksander Guttry, także Alexander von Guttry (ur. 25 stycznia 1887 w Piotrkowicach, zm. 2 lutego 1955 w Łodzi) – polski tłumacz, germanista, historyk kultury, doktor prawa.

## Życiorys
Ukończył naukę w gimnazjum Marii Magdaleny w Poznaniu oraz studia na Uniwersytecie w Monachium i Heidelbergu. W latach 1915–1919 był wydawcą i redaktorem „Polnische Bibliothek” w Monachium. Był wicedyrektorem Towarzystwa Szerzenia Sztuk Polskich wśród Obcych oraz sekretarzem generalnym Polskiej Unii Intelektualnej i redaktorem naczelnym „Le Theatre en Pologne”. Podczas II wojny światowej prowadził tajne nauczanie języków obcych i historii literatury. Od 1945 był sekretarzem literackim w Teatrze Polskim.
Był autorem przekładów książek: Stanisława Wyspiańskiego, Henryka Sienkiewicza, Elizy Orzeszkowej, Stefana Żeromskiego, Władysława Reymonta, Kazimierza Tetmajera, Józefa Weyssenhoffa, Stanisława Przybyszewskiego, Karola Huberta Rostworowskiego, Juliusza Kadena-Bandrowskiego, Ferdynanda Goetela, Zofii Nałkowskiej, Władysława Łozińskiego i Ludwika Hieronima Morstina. Przekładał także na język polski literaturę niemieckojęzyczną, w tym m.in.: „Spekulanci” Fritza Erpenbecka, „Sól ziemi” Eduarda Claudiusa i „Aus meinem Leben. Dichtung und Wahrheit” Johanna Wolfganga Goethego.

## Życie prywatne
Był synem Leona Guttry’ego i Celiny z domu Nałęcz-Moszczeńskiej. Jego żoną była Irena de Powa. Był wnukiem działacza politycznego Aleksandra Teodora Guttry’ego.
Został pochowany na cmentarzu Powązkowskim w Warszawie (kwatera 154a, rząd 4, miejsce 13).

## Publikacje
- Die Polen und der weltkrieg: ihre politische und wirtschaftliche entwicklung in Russland, Preussen und Österreich, G. Müller, 1915
- Galizien. Land und Leute, G. Müller, 1916
- Der letzte König, von Polen und seine Zeit (1917) – wstęp do niemieckiego wydania pamiętnika Stanisława Augusta Poniatowskiego
- Chopin. Gesammelte Briefe, 1928
- Unbekannte Literatur: Charakteristiken polnischer Dichter, Gebethner & Wolff, 1931
- Polens geistiger Antlitz. Eine kulturhistorische Skizze, Gebethner and Wolff, 1931
- Książka polska za granicą, 1933[3]

## Ordery i odznaczenia
- Krzyż Kawalerski Orderu Odrodzenia Polski[3][4]
- Złoty Wawrzyn Akademicki[4]
- Złoty Krzyż Zasługi (19 marca 1936)[6]